# VKK Mostar
Veteranski košarkaški klub Mostar je bosanskohercegovački košarkaški klub iz Mostara.
Klub je osnovala 2011. nekolicina mostarskih zaljubljenika u košarku i bivših košarkaša. Skoro svi inicijatori i skupštinari su mali ili veliki poduzetnici te time i vlastiti sponzori. Klub čine igrači iz cijelog Mostara te rođeni Mostarci koji žive u okolnim i udaljenim državama. Odlučili su se organizirati i okupiti u momčad sastavljenu od "basketaša" u poznijim košarkaškim godinama. Proljeća 2009. skupina tih zaljubljenika koji su redovito "basketirali" odlučili su se nastupiti na košarkaškom turniru veterana u Crikvenici. Uspjeli su okupiti ekipu bivših košarkaša iz Mostara. Druženje je bilo odlično, uslijedili su turniri u Kranjskoj Gori, Cazinu, Makarskoj i Tivtu pa smo odlučili registrirati klub koji je poslije postao prvi košarkaški veteranski klub iz Mostara.
Klupski interes je pokrenuti veteransku ligu na prostoru Hercegovine, jer je veteranska košarka u svijetu u ekspanziji, a u BiH je toga malo, pa i u većem dijelu Hrvatske osim u Zagrebu gdje je liga živa i vrlo posjećena. Po osnivanju, članovi VKK Mostar već su uspostavili kontakte sa zainteresiranim sredinama i za tu ligu su zanimanje izrazili i u nekim dalmatinskim klubovima. Prvo su uredili košarkaško igralište i organizirali streetballa na terenima Teniskog kluba Mostar krajem ljeta 2010. godine.
Osim što rade na veteranskoj košarci, rade i na populaziranju košarke među mladima, te su ljeta 2011. pokrenuli besplatnu ljetnu školu pod vodstvom trenera Nedjeljka Zelenike, a radi selekcioniranja igrača za natjecanje u Ligi Herceg Bosne. Sve je to nastavak ideje koja je dovela do pokretanja škole košarke koja djeluje od 20. rujna 2010. u dvorani Građevinske škole, pod vodstvom trenera Darka Bošnjaka i uz potpunu potporu veterana iz kluba.
Organizira turnire ulične košarke u Mostaru, zajedno s Gradskim odborom HDZ-a Mostar.
Sezone 2015./16. natjecao se u Ligi Herceg Bosne, a za VKK Mostar nastupali su igrači iz omladinskog pogona Zrinjskog.

## Vanjske poveznice
- VKK Mostar Facebook
- VKK Mostar Eurobasket
- VKK Mostar[neaktivna poveznica] Košarkaški savez Herceg-Bosne
- A1 Liga Herceg-Bosne Koš Mostar